# Planets (Adema)
Planets è il terzo album in studio del gruppo musicale statunitense Adema, pubblicato nell'aprile del 2005 dall'Earache Records.

## Tracce
1. Shoot the Arrows – 4:27
2. Barricades in Time – 4:18
3. Tornado – 3:49
4. Sevenfold – 5:06
5. Planets – 3:58
6. Enter the Cage – 4:04
7. Remember – 5:32
8. Chel – 3:42
9. Until Now – 3:47
10. Rise Above – 5:03
11. Bad Triangle (feat. Rio Life) – 4:00
12. Better Living Through Chemistry – 4:52
13. Refusing Consciousness – 3:25
14. Lift Us Up – 5:23
15. Vikraphone – 3:49
16. Estrellas – 7:41

## Formazione
- Luke Caraccioli - voce
- Tim Fluckey - chitarra, tastiera
- Dave DeRoo - basso
- Kris Kohls - batteria, percussioni

## Classifiche
| Classifica (2005)         | Posizione massima |
| ------------------------- | ----------------- |
| Stati Uniti               | 152               |
| Stati Uniti (independent) | 11                |
| Svezia                    | 38                |